# Iéna (navire, 1814)
Pour les autres navires du même nom, voir Iéna.
L'Iéna est un navire de ligne de 110 canons de classe Océan de la Marine impériale française.

## Carrière

### De l'Empirejusqu'à la Révolution de Juillet (1805-1830)
La quille est posée le 6 mars 1805 sous le nom de Victorieux à l'arsenal de Rochefort, mais est rebaptisée Iéna le 23 février 1807, célébrant la victoire décisive française sur la Prusse lors de la bataille d'Iéna à l'automne précédent. A la suite de la Restauration, elle est rebaptisée Duc d'Angoulême, fils du futur roi Charles X en août 1814. Lancée le 30 août de la même année, elle est armée et entre en service le 26 novembre. Pendant les Cent-Jours, elle reprend brièvement le nom d'Iéna entre le 23 mars et le 15 juillet 1815, jour où elle reprend son nom royaliste. Il faut attendre le 9 août 1830, à la suite de la Révolution de Juillet, pour qu'elle change de nom pour la dernière fois, revenant à Iéna . 

### Au Levant et en Crimée (1839-1855)
Le 24 avril 1839, l'Iéna appareille de Toulon pour le Levant pendant deux ans comme navire amiral de l' escadre de l'amiral Lalande lors de la Crise Orientale de 1840 pendant la Deuxième guerre égypto-ottomane. En 1846, elle part à Brest pour une refonte. Le 6 septembre 1850, elle participe à la revue navale de Cherbourg.
En 1854-1855, elle participe avec l'escadre de Méditerranée à la guerre de Crimée, initialement stationnée au large de Balchik, en Bulgarie. Le 14 novembre, elle est conduite à terre dans les Dardanelles. Après renflouage, Iéna est convertie en 1855 en navire transport de troupes d'une capacité de 1000 soldats entre mars et juin de la même année.

### Fin de services et conservation (1864-1915)
L'Iéna se casse le 31 décembre 1864 et à partir de 1895, sert de carcasse centrale à la flotte de réserve de Toulon jusqu'en 1915. 